# Coet d'aigua

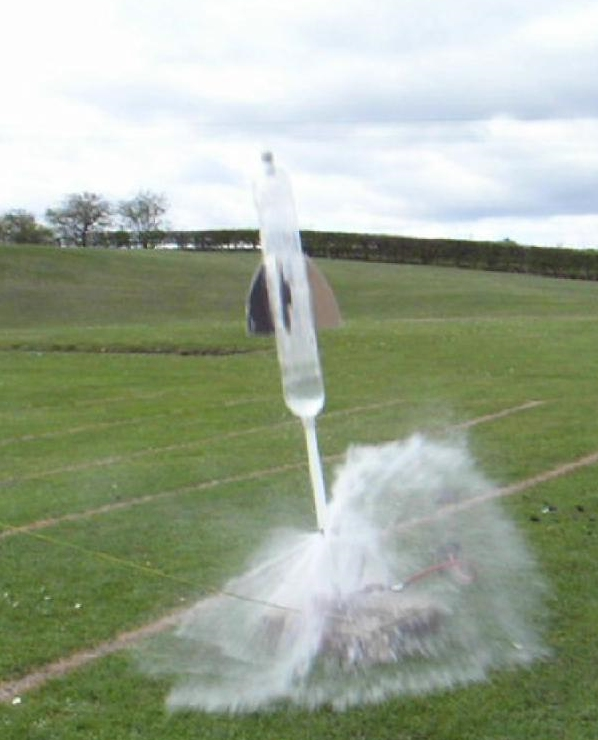
Llançament d'un coet d'aigua.

Un coet d'aigua o un coet d'ampolla és un tipus de coet de modelisme que usa aigua com a impulsador de reacció. La càmera de pressió, motor del coet, és generalment una ampolla de plàstic. L'aigua és llançada fora per un gas a pressió, normalment aire comprimit, la qual cosa impulsa el coet segons la 3a llei de Newton.

## Teoria
El principi que explica la propulsió d'un coet d'aigua és la llei de la conservació de la quantitat de moviment, que és una altra forma d'anomenar la 3ª llei de Newton o principi d'acció-reacció. Aquest principi estableix que en absència de forces externes la quantitat de moviment d'un sistema, p, que és el producte del seu massa per la seva velocitat, roman constant o, cosa que és el mateix, la seva derivada és igual a zero:

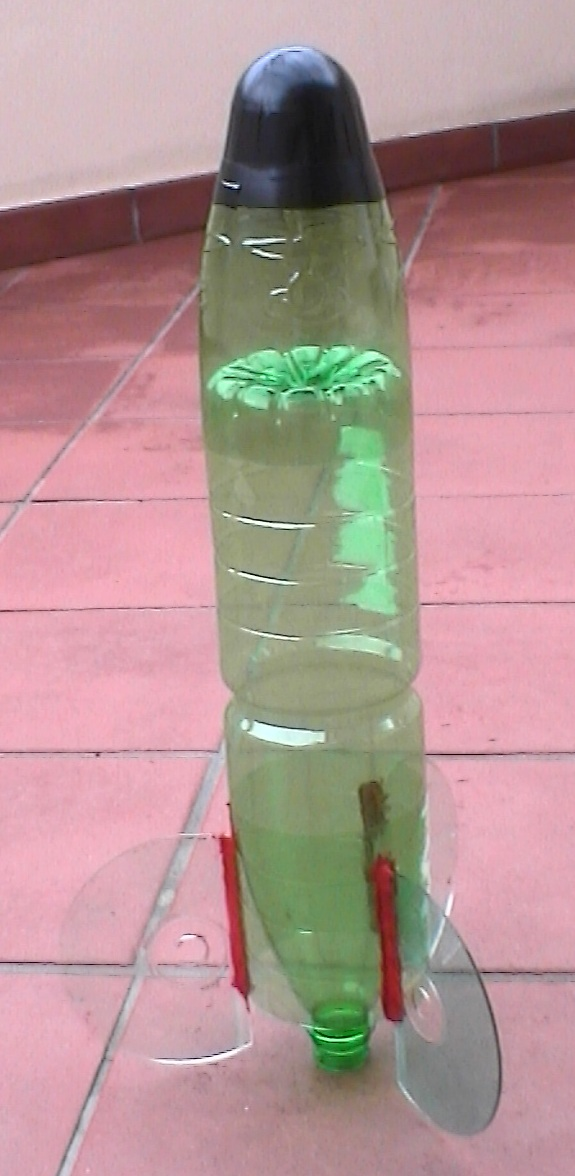
Coet d'ampolla típic.

D'aquesta llei, amb els oportuns passos matemàtics i substitucions, es deriva l'equació de Tsiolkovski:
{\displaystyle v=v_{0}\ln {\frac {m_{0}}{m}}}
on {\displaystyle v} és la velocitat instantània, {\displaystyle v_{u}} la velocitat de sortida del fluid per la boca, {\displaystyle m_{0}} la massa total inicial i {\displaystyle m} la massa en cada moment.
La propulsió del coet d'aigua pot esquematitzar-se com un sistema en el qual es va a produir l'expulsió cap enrere d'una part de la seva massa (l'aigua) el que provocarà una embranzida que propulsarà la resta del sistema cap a davant (acció-reacció), compensant-se la quantitat de moviment total del sistema. L'energia mecànica necessària per a l'expulsió d'aquesta fracció de massa s'emmagatzema en el sistema com energia potencial en forma de gas a pressió. Amb l'expulsió aquesta energia s'anirà convertint en energia cinètica, les del moviment de l'aigua i el coet.

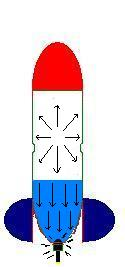
Esquema de les forces a l'interior d'un coet carregat.

L'expansió de l'aire comprimit es produeix relativament de pressa, uns 0,2 s, la qual cosa no permet un intercanvi tèrmic, per la qual cosa aquesta expansió pot considerar-se un procés adiabàtic. Aplicant aquesta consideració es pot derivar la fórmula que descriu la força teòrica que segueix l'aigua en ser expulsada (l'equació de la tovera de Laval) que serà de la mateixa intensitat que la que empeny al coet, quedant així:
on {\displaystyle F} és la força de propulsió, {\displaystyle r} és el radi de la boca y {\displaystyle P} la diferència de pressió entre l'interior i l'exterior.
A més en el seu moviment el coet estarà sotmès per força de la gravetat i a la resistència produïda per la fricció amb l'aire que depèn de les lleis de la dinàmica de fluids. L'equació final de la seva trajectòria és molt complexa i es resol numèricament per mitjà de diversos programes de simulació disponibles en internet.
L'estabilitat de vol del coet estarà condicionada per la posició del centre de masses i de la posició del centre de pressió aerodinàmica. El primer ha de trobar-se sempre davant del segon i a una distància que s'estima empíricament com a òptima quan tots dos estan separats al voltant del doble del radi del coet. Per a distàncies inferiors el vol pot resultar inestable.
El centre de pressió aerodinàmica representa el punt en el qual es podrien concentrar de forma equivalent totes les forces que frenen el moviment del coet a causa de la resistència de l'aire. El càlcul de la seva posició és molt complex, però gràcies al treball de James Barrowman (publicat en 1966) es pot resoldre usant un sistema d'equacions simplificat. Un mètode alternatiu més fàcil és trobar el (baricentre) d'una silueta de paper amb la mateixa forma que la projecció lateral del coet. Aquest punt és molt proper al veritable centre de pressió aerodinàmica. A més la posició del centre de pressió aerodinàmica es pot ajustar en certa manera modificant la posició i dimensions dels alerons.

### Predicció de l'altura màxima
Menystenint el frec aerodinàmic i els canvis de pressió, es pot establir de forma aproximada l'altura màxima del coet quan es llança verticalment amb la següent expressió:
({\displaystyle h} = Altura màxima assolida, {\displaystyle M_{i}} = Massa inicial de l'aigua, {\displaystyle M_{R}} = Massa del coet sense aigua, {\displaystyle P_{i}} = Pressió inicial estimada dins del coet, {\displaystyle \rho } = densitat de l'aigua, {\displaystyle g} = acceleració de la gravetat)
Suposats i aproximacions de l'equació anterior: (1) l'aigua és incomprensible, (2) el flux del doll és uniforme i ininterromput, (3) la velocitat és rectilínia, (4) la densitat de l'aigua és major que la de l'aire, (5) no hi ha efectes deguts a la viscositat, (6) la velocitat de la superfície lliure d'aigua és molt petita en comparació de la del filtre, (7) la pressió exercida sobre l'aigua roman constant fins que s'acaba l'aigua, (8) la velocitat en el filtre roman constant fins que s'acaba l'aigua (9) No hi ha efectes viscositat-fricció en el filtre (vegeu diagrama de Moody).

## Construcció

Esquema del funcionament del coet

1-. Agafar una ampolla de plàstic i enganxar 3 alerons al seu voltant, li serviran per aguantar-la sobre el terra i per dirigir-lo.
2-. Pintar el coet al teu gust.
3-. Posar aigua 1/3 part del volum total.. si posem molta aigua pesaria massa, i si en posem poca no impulsaria al coet.
4-. Posar l'ampolla cap per vall i tapar l'entrada amb un tap de suro (prèviament hem fet un orifici central i longitudinal que atravesa tot el tap de suro).
5-. Introduir una agulla per inflar pilotes pel tap i començar a inflar.
6-. Quan la pressió interior és prou elevada el coet surt disparat cap amunt.